# شیورین
شیورین، روستایی از توابع بخش مرکزی شهرستان ابهر در استان زنجان ایران است.

## مردم
مردم این روستا به زبان لری بختیاری سخن می‌گویند و از طوایف هفت لنگ زراسوند (احمدخسروی) و چهارلنگ دودانگه می‌باشند و پیروی مذهب شیعه دوازده‌امامی هستند.

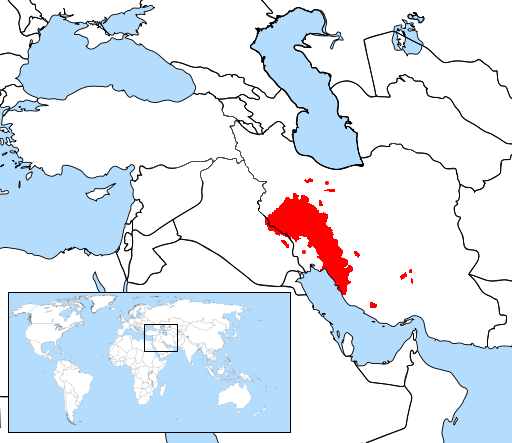
توزیع جغرافیایی مناطقی که در آن‌ها به زبان لری سخن گفته می‌شود

## جمعیت
این روستا در دهستان درسجین قرار دارد و براساس سرشماری مرکز آمار ایران در سال ۱۳۸۵، جمعیت آن ۱۲۴ نفر (۳۵خانوار) بوده است.